# ISO 3166-2:BS
ISO 3166-2:BS é a entrada para Bahamas em ISO 3166-2, parte do padrão ISO 3166 publicado pela Organização Internacional para Padronização (ISO), que define códigos para os nomes das principais subdivisões (por exemplo, províncias ou estados) de todos os países codificados em ISO 3166-1.
Atualmente para as Bahamas, ISO 3166-2 códigos são definidos por 31 distritos. New Providence, a ilha mais povoada que contém a capital Nassau e é regida pelo governo central, teve seu código eliminado no Boletim II-2. Green Turtle Cay teve seu código eliminado no Boletim II-3.
Cada código é composto de duas partes, separadas por um hífen. A primeira parte é BS, o código ISO 3166-1 alfa-2 das Bahamas, A segunda parte é de duas letras.

## Códigos atuais
Códigos ISO 3166 e nomes das subdivisões estão listadas como é o padrão oficial publicada pela Agência de Manutenção (ISO 3166/MA).
As colunas podem ser classificadas clicando nos respectivos botões.
| Código | Distritos         |
| ------ | ----------------- |
| BS-AK  | Acklins           |
| BS-BY  | Berry Islands     |
| BS-BI  | Bimini            |
| BS-BP  | Black Point       |
| BS-CI  | Ilha Cat          |
| BS-CO  | Central Abaco     |
| BS-CS  | Central Andros    |
| BS-CE  | Central Eleuthera |
| BS-FP  | Freeport          |
| BS-CK  | Crooked Island    |
| BS-EG  | East Grand Bahama |
| BS-EX  | Exuma             |
| BS-GC  | Grand Cay         |
| BS-HI  | Harbour Island    |
| BS-HT  | Hope Town         |
| BS-IN  | Inagua            |
| BS-LI  | Long Island       |
| BS-MC  | Mangrove Cay      |
| BS-MG  | Mayaguana         |
| BS-MI  | Moore's Island    |
| BS-NO  | North Abaco       |
| BS-NS  | North Andros      |
| BS-NE  | North Eleuthera   |
| BS-RI  | Ragged Island     |
| BS-RC  | Rum Cay           |
| BS-SS  | San Salvador      |
| BS-SO  | South Abaco       |
| BS-SA  | South Andros      |
| BS-SE  | South Eleuthera   |
| BS-SW  | Spanish Wells     |
| BS-WG  | West Grand Bahama |

## Mudanças
As seguintes alterações para a entrada foram anunciadas em boletins pela ISO 3166/MA desde a primeira publicação da ISO 3166-2, em 1998:
| Boletim | Data da publicação                                        | Descrição da alteração no boletim                                                                            |
| ------- | --------------------------------------------------------- | --- |
| II-2    | 30 de junho de 2010                                       | Atualização da estrutura administrativa e da fonte de lista.                                                 |
| II-3    | 13 de dezembro de 2011 (corrigida 15 de dezembro de 2011) | Correção do boletim II-2 para topônimos e erros tipográficos, uma exclusão e atualização de lista de origem. |

### Códigos antes do Boletim II-2
| Código | Distritos                    |
| ------ | ---------------------------- |
| BS-AC  | Acklins e Crooked Island     |
| BS-BI  | Bimini                       |
| BS-CI  | Ilha Cat                     |
| BS-EX  | Exuma                        |
| BS-FP  | Freeport                     |
| BS-FC  | Fresh Creek                  |
| BS-GH  | Governor's Harbour           |
| BS-GT  | Green Turtle Cay             |
| BS-HI  | Harbour Island               |
| BS-HR  | High Rock                    |
| BS-IN  | Inagua                       |
| BS-KB  | Kemps Bay                    |
| BS-LI  | Long Island                  |
| BS-MH  | Marsh Harbour                |
| BS-MG  | Mayaguana                    |
| BS-NP  | New Providence               |
| BS-NB  | Nichollstown e Berry Islands |
| BS-RI  | Ragged Island                |
| BS-RS  | Rock Sound                   |
| BS-SP  | Sandy Point                  |
| BS-SR  | San Salvador e Rum Cay       |